# کریستین واچون
کریستین واچون ( ‎/væˈʃɒn/‎ ;  متولد ۲۱ نوامبر ۱۹۶۲) تهیه‌کننده فیلم آمریکایی فعال در بخش فیلم‌های مستقل آمریکا است.  
واچون اولین فیلم بلند تاد هینز با نام «سم» (۱۹۹۱) را تهیه کرد که جایزه بزرگ هیئت داوران جشنواره فیلم ساندنس را دریافت کرد. بعد از آن او فیلم‌های مستقل تحسین‌شده بسیاری از جمله «دور از بهشت» ، «پسرها گریه نمی‌کنند »، «عکس یک ساعته» ، «هدویگ و اینچ خشمگین» ، «ماین طلایی مخملی» ، «ایمن» ، « برو ماهی »، « غش »، « من آنجا نیستم » و «کارول» را تهیه کرده است. او همچنین مینی‌سریال «میلدرد پیرس» از شبکه اچ‌بی‌او را تهیه کرده است.
واشون در منهتن ، شهر نیویورک متولد شد. او دختر فرانسواز فورستر و جان واشون، عکاس، است. 